# Rajzel Zychlinski
Rajzel Żychlińsky (27 juillet 1910 - 13 juin 2001) est une poétesse d'expression yiddish d'origine polonaise. Elle publie sept recueils sur une période de six décennies. Ses deux premiers recueils sont  publiés à Varsovie, en Pologne, en 1936 et 1939, juste avant la Seconde Guerre mondiale. Elle survit à la guerre en fuyant vers l'est, en Union soviétique, mais de nombreux membres de sa famille proche sont assassinés pendant la Shoah. Sa poésie écrite après-guerre, principalement aux États-Unis, est fortement influencée par ces événements.

## Biographie
Żychlińsky est née à Gąbin, en Pologne, de Mordechai Żychlińsky et Debora Żychlińska (née Appel). Ses deux parents sont juifs. Sa mère en particulier est pieuse et descend d’une famille d’où sont issus de nombreux rabbins. Żychlińsky termine ses études à l'école primaire publique de Gąbin en 1923. Gąbin n'a pas d'école secondaire pour filles et elle continue ses études grâce à des précepteurs privés. À cette époque, Żychlińsky écrit de la poésie en polonais et en yiddish . Son premier poème publié parait vers 1927 dans le Folkstsaytung,  quotidien en yiddish de Varsovie. Au début des années 1930, Żychlińsky s'installe à Włocławek ; elle y travaille dans un orphelinat. En 1936, elle travaille dans une banque à Varsovie. Son premier recueil de poèmes, Lider [ Poèmes ], est publié en 1936 par le Yiddish PEN Club . L'ouvrage contient une préface par l'un de ses mentors, le célèbre poète et dramaturge polonais Itzik Manger . En 1937, elle remporte le prix Reuben Ludwig de la publication littéraire yiddish-américaine Inzikh . Au début de l'année 1939, son deuxième livre, Der regn zingt [ La pluie chante ], est publié à Varsovie,,.

### Seconde Guerre mondiale
L'Allemagne déclenche la Seconde Guerre mondiale en envahissant la Pologne par l'ouest le 1er septembre 1939, et l' Union soviétique l'envahit par l'est seize jours plus tard. Żychlińsky et ses amis louent un taxi et, moyennant une somme extraordinaire de 400 złoty, demandent au chauffeur de les conduire vers l'est jusqu'à la rivière Bug. Là, un bateau les fait traverser la rivière jusqu'à la zone de Pologne occupée par les Soviétiques, près de Białystok. La plupart des membres de la famille de la poétesse sont restés dans la zone occupée par les Allemands. La mère de Żychlińsky, ainsi que sa sœur Chaneh, ses frères Yakov et Dovid et leurs enfants, sont  assassinés dans les chambres à gaz des camps d'extermination de Treblinka et de Chełmno,,. La poétesse vit à Lvov (Lviv) quelque temps avant de déménager à Kolomyya, où elle vit avec la famille Kanter. En janvier 1941, elle épouse Isaac Kanter, un psychiatre cultivé qui écrivait également ; il connaissait Żychlińsky de Varsovie. L' invasion allemande de l'Union soviétique commence en juin 1941. Żychlińsky et son mari s'enfuient à nouveau vers l'est, pour se fixer finalement près de Kazan . Isaac Kanter sert comme médecin dans l'armée soviétique pendant la guerre. Le 15 février 1943, leur fils, Marek, naît.

### Après la guerre
En 1945, après la guerre, Żychlińsky et sa famille retournent en Pologne. Elle y publie son troisième recueil de poésie, Tsu loytere bregn [Vers des rivages clairs], en 1948. Il faudra attendre quinze ans avant qu’elle publie le quatrième. La Pologne n'était guère hospitalière pour les survivants de la Shoah, la famille s'installe à Paris en 1948 et vit dans le Toit familial. En 1951, la famille émigre aux États-Unis et vit à Manhattan et à Brooklyn. Là, Zychlinsky trouve du travail tout en suivant des cours au City College de New York . Par la suite, elle et sa famille résident dans différentes régions des États-Unis, notamment en Floride et en Californie, et également quelque temps au Canada.
Żychlińsky parle couramment cinq langues. Après la guerre et l’élimination presque totale des communautés yiddishophones en Europe, elle continue à écrire exclusivement en yiddish. Karina von Tippelskirch écrit : « Rajzel Zychlinsky n'a écrit des poèmes qu'en yiddish, le mameloshn, sa langue maternelle. C'est cette langue qui liait la poétesse à sa mère, et elle reste la langue qui peut porter le monde juif d'Europe de l'Est au-delà de sa destruction par l'Holocauste jusqu'à nos jours. »  Von Tippelskirch écrit également : « Rajzel Zychlinsky (1910-2001) est considéré comme l'un des plus grands poètes yiddish du XXe siècle et un maître de la petite forme poétique. »,,.
Żychlińsky reçoit le prix Itzik Manger pour ses contributions aux lettres yiddish lors d'une cérémonie à Tel Aviv le 9 juin 1975,. Elle n’est néanmoins pas très célèbre, même dans les cercles yiddishophones. Elvira Groezinger écrit : « Le manque incompréhensible de renommée de Zychlinsky peut être attribué à ses choix de vie. Elle ne faisait pas partie du courant dominant des poètes yiddish, des éditeurs et des personnes influentes. ... N'ayant aucun réseau pour soutenir sa carrière, elle est restée une solitaire et une marginale toute sa vie. »  Barnett Zumoff écrit qu'« elle était la plus authentique et la plus originale des poètes yiddish féminines. »

## Publications
- (yi) Lider, Warsaw, National Yiddish Book Center, 1936 (lire en ligne), préface de Itsik Manger.
- (yi) Der regn zingt, Warsaw, Yidishn P.E.N. Klub, 1939 (OCLC 41122814)
- (yi) Tsu loytere bregn, Lodz, Farlag yidish-bukh, 1948 (OCLC 10708461, lire en ligne)
- (yi) Shvaygndike tirn, New York, Jidiš P.E.N.-Klub, 1963 (OCLC 970955001, lire en ligne)
- (yi) Harbstike skwern, New York, Nju-Jork Tziko-Farl, 1966 (OCLC 19312290)
- (yi) Di November-zun, Paris, IMPR:IMPO, 1978 (OCLC 13568463, lire en ligne)
- (yi) Naye lider, Tel Aviv, Farlag yisroel-bukh, 1993 (OCLC 746577567)

- Portes Muettes (trad. Rachel Ertel), France, L'Improviste, 2007 (ISBN 9782913764347, OCLC 190797239) Traduction du volume Shvaygndike tirn.